# D/S Prinds Carl
D/S Prinds Carl var, tillsammans med D/S Constitutionen, en av de två första postångare som samtidigt sattes in i norsk kustfart. Hon levererades av firma Maudsley i London i Storbritannien och kom till Kristiania den 4 april 1827, några dagar före den något mindre Constitutionen. Förutom ångmaskin på 80 hk var Prinds Carl också riggad som skonert.
Prinds Carl sattes in av Norges postverk i post- och passagerartrafik mellan Fredriksvern i Stavern i Vestfold, Köpenhamn och Göteborg. I Fredriksvern korresponderade hon med Constitutionen, som gick i linjetrafik Kristiania – Fredriksvern – Kristiansand. Korrespondensen gick så till att en resenär kunde avresa en tisdag med Constitutionen från Kristiania, byta till Prinds Carl i Fredriksvern på onsdagen och vara i Köpenhamn torsdag eftermiddag.
På jungfruturen uppehölls Prinds Carl av tre kvarts meter tjock is och var tvungen att ankra upp vid Heggholmen, men redan dagen därpå lyckades rederiet att hugga upp en råk ända fram till Kristiania. Stora delar av stadens befolkning var på plats för att betrakta det nya skeppet.
Besättningen var på tio–tolv man med officerare från marinen.